# النجارة (أسلم)

تعديل مصدري - تعديل

النجارة هي إحدى قرى عزلة أسلم اليمن بمديرية أسلم التابعة لمحافظة حجة، بلغ تعداد سكانها 65 نسمة حسب تعداد اليمن لعام 2004.